# Heilig-Kreuz-Kirche (Bad Godesberg)

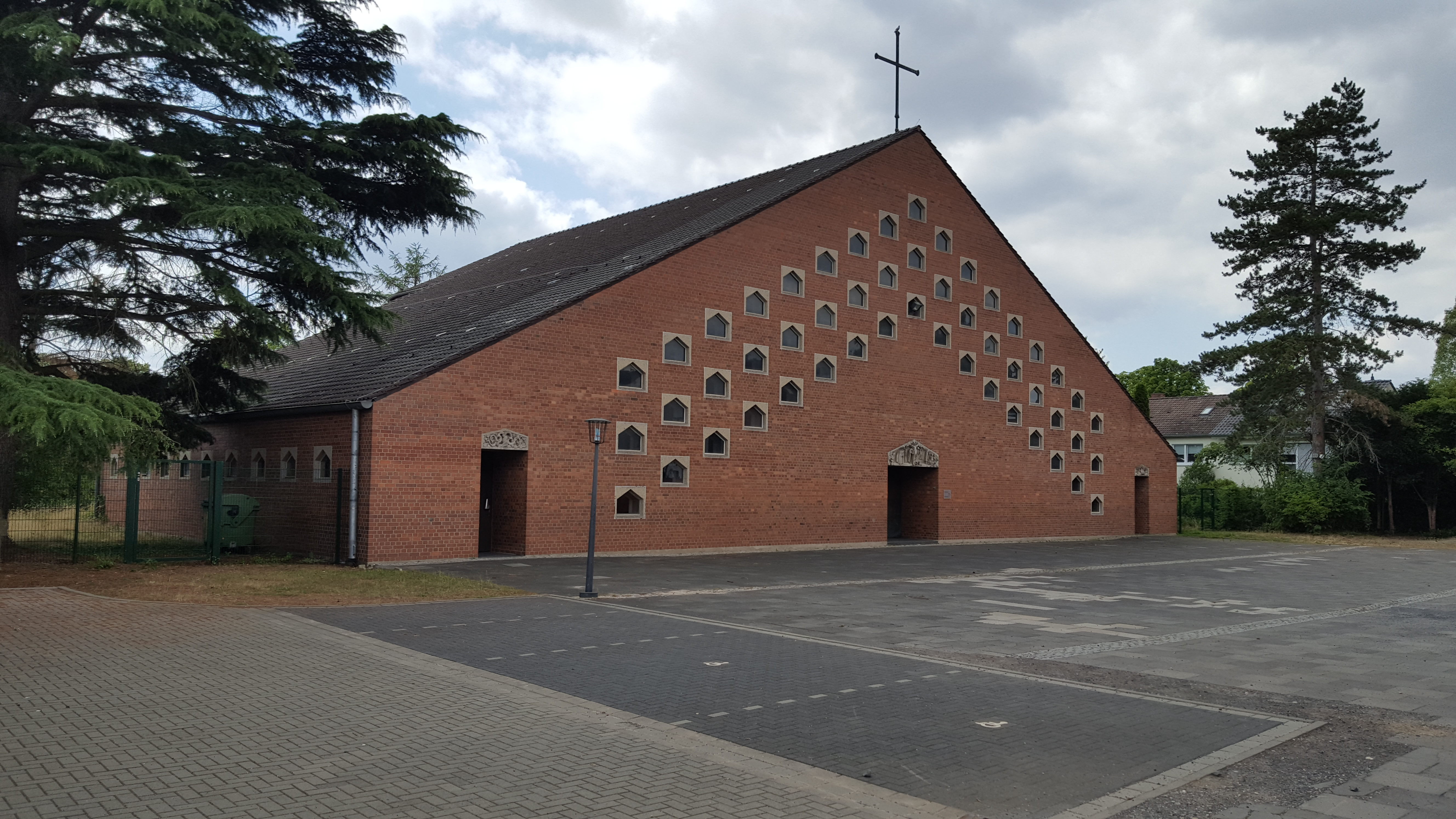
Die ostwärtige Giebelfassade des Kirchenschiffs im Jahr 2019

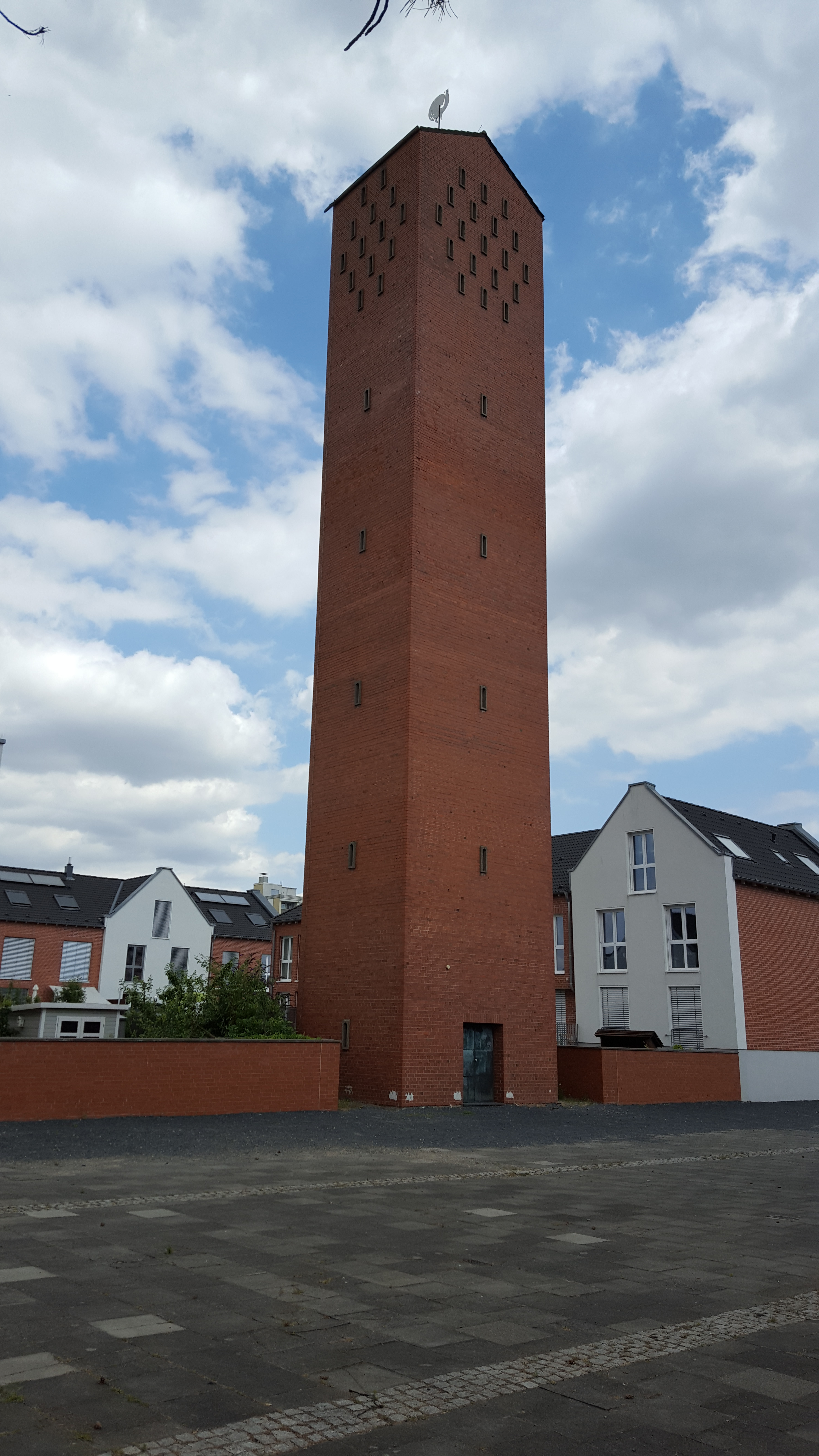
Der 1967 errichtete Glockenturm mit der sich anschließenden, neueren Wohnbebauung an der Ostseite des Kirchplatzes

Die Heilig-Kreuz-Kirche ist eine römisch-katholische Kirche im Ortsteil Hochkreuz des Bonner Stadtbezirks Bad Godesberg. Die Kirche in der Cheruskerstraße 11–15 wird von der katholischen Kirchengemeinde St. Andreas und Evergislus genutzt und gehört damit zum Erzbistum Köln.

## Geschichte
Die Kirche wurde 1964 errichtet. Bereits 1957 war die Gemeinde gegründet worden, die vorwiegend aus Zugezogenen bestand, die im Rahmen des Ausbaus Bonns als Regierungssitz in die Stadt gekommen waren. Am 28. März 1965 erfolgte die Weihe des Gotteshauses. 
Das Pfarrheim und ein Kindergarten entstanden später. Der Name der Kirche bezieht sich auf ein in der Nähe errichtetes, historisches gleichnamiges Wegekreuz aus der Mitte des 14. Jahrhunderts (mittlerweile befindet sich hier eine Replika, das Original steht im Rheinischen Landesmuseum Bonn). Die Nutzung des Pfarrzentrums wurde im Jahr 2005 aufgegeben. Anfang der 2010er Jahre erfolgte der Abriss des Gebäudes und eine Neubebauung des Teilareals durch einen privaten Investor. Hier entstand ein zweigeschossiges Wohnquartier mit 16 Wohneinheiten, an dessen Westseite der Kirchturm steht.

## Architektur
Der Entwurf des Ensembles stammte von den Architekten Stefan Leuer und Willi Zachert. Das Kirchenschiff steht auf einem rechteckigen Grundriss und ist aus rotem Backstein errichtet. An den breiten, symmetrisch ausgestalteten Giebelseiten befinden sich der mittige Eingang (Osten) mit seiner Doppelflügeltür und gegenüberliegend eine halbkreisförmige Apsis (Westen). Das Satteldach ist an den Seiten tief herabgezogen. Über dem Eingangsgiebel steht ein eisernes Firstkreuz. Der Innenraum wird durch zwei Pfeilerreihen dreigeteilt. Im Süden liegt der Taufraum, im Norden die Sakristei. Die Decke ist holzvertäfelt. Der Kirchenbau wird als baulicher Ausdruck einer neu gegründeten Gemeinde als bedeutsam für die Geschichte des Regierungsviertels von Bonn eingeschätzt.

## Ausstattung
Die Innenausstattung des Kirchenschiffes stammt von Sepp Hürten und Paul Magar. Sie enthält ein Altarkreuz des 18. Jahrhunderts und eine ungefasste und nicht datierte Pietà. Die Orgel stammt von Johannes Klais Orgelbau (Opus 1473) und wurde 1972 eingebaut.

## Kirchturm
Der 1967 separat errichtete Glockenturm verfügt über sechs Geschosse und ein flaches Satteldach. 
Das 1984 eingehängte Geläut besteht aus fünf Glocken, die von der Glockengießerei Mabilon in der Ausführung Mittelschwere Rippe gegossen wurden: Cassius + Florentius (1320 mm, 1457 kg), Michael (1160 mm, 1006 kg), Maria (980 mm, 578 kg), Gereon Ursula (870 mm, 406 kg) und Johannes Petrus Paulus (710 mm, 235 kg).